# Роза (фільм, 1992)
«Роза» (там. ரோஜா, англ. Roja) — індійський художній фільм режисера Мані Ратнама, знятий тамільською мовою; вийшов в прокат 15 серпня 1992 року, в день незалежності Індії. Цей фільм — перший в «політичній» трилогії Ратнама поряд з кінострічками «Бомбей» і «Кохання з першого погляду». Фільм також став дебютним для всесвітньо відомого композитора А. Р. Рахмана.

## Сюжет
У Срінагарі кашмірський терорист Васім Хан захоплений командою на чолі з полковником Раяппою.
У Південній Індії проживає 18-річна Роза — проста сільська дівчина, яка народилася і виросла в містечку Сундарпапандіапурам округу Тірунелвелі на півдні штату Тамілнад. Роза щиро бажає, щоб заручини її сестри Шенбагам з Ріші Кумаром, криптологом, пройшли гладко. Однак їй та її сім'ї невідомо, що Шенбагам закохана в сина її тітки по батьківській лінії. Коли Ріші запрошує Шенбагам поговорити наодинці, вона набирається достатньо сміливості, щоб повідомити про це, і ввічливо просить його відмовитися від неї перед її батьками, що він й обіцяє. На загальний подив, в результаті Ріші просить руку Рози. Не підозрюючи про любов Шенгамам, Роза не хоче прийняти пропозицію Ріші, оскільки вважає, що він — найкраща партія для її сестри. Але все ж вони одружуються і переїжджають жити в Ченнаї, а Шенбагам виходить заміж за свого двоюрідного брата.
Спочатку Розі не подобалося те, що зробив Ріші, але коли вона дізнається про любов Шенгамам і подальшу відмову Ріші, то вибачається і починає бачити його в новому світлі. Любов розквітає, і життя ненадовго стає щасливим для пари. Тим часом, через хворобу його начальника, Ріші призначається в армійський центр зв'язку в Барамулі для перехоплення військової розвідки. Пара поселяється в красивому, але чужому краю. Світ Рози перевертається догори дриґом, коли Ріші викрадають терористи, чия мета полягає в тому, щоб відокремити Кашмір від Індії і звільнити свого лідера Васім Хана з-під варти.
Зіткнувшись з непростим завданням врятувати свого чоловіка, Роза обходить всі інстанції, благаючи політиків і військових допомогти. Ще більш ускладнює питання труднощі комунікації: вона не може говорити їхньою мовою, а вони не можуть говорити її мовою. Тим часом Ріші, що знаходиться в полоні у групи терористів на чолі з Ліакатом, партнером Васіма Хана, намагається говорити з терористами про їх неправильний мотив для звільнення Кашміру. Сестра Ліаката проявляє невелике співчуття до нього. Коли зусилля Рози зазнають невдачі, індійський уряд відкидає в засобах масової інформації будь-які переговори з терористами про звільнення Ріші через ЗМІ.
Розгнівані терористи намагаються спалити індійський прапор. Ріші ризикує своїм життям, щоб загасити вогонь і показати терористові, як багато значить країна для нього, звичайного громадянина. Коли молодший брат Ліаката, що відправився з декількома іншими юнаками з їхнього села через кордон в Пакистан для навчання, був розстріляний Пакистанської армією, переконлива віра Ліаката похитнулася, але йому все ж вдається впорається з собою. Тим часом, зусилля Рози з інформування політиків про її страждання і біль виявляються успішними, оскільки міністр шкодує її і пропонує допомогу.
На превеликий жаль Раяппи, уряд вирішує звільнити Васіма Хана в обмін на Ріші. Ріші, не бажаючи, щоб його використовували як пішака для звільнення небезпечного терориста, отримує допомогу від сестри Ліаката й рятується втечею — Ліакат і його люди переслідують його. Раяппа, Роза та інші армійські офіцери добираються до місця обміну заручниками з Васімом Ханом, але Ліакат не з'являється. Армія повертає Васіма Хана до в'язниці.
Ріші самостійно добирається до місця обміну після втечі від терористів, убивши двох з них. Ліакат наздоганяє його і тримає під прицілом. Ріші говорить з Ліакатом і переконує його, що його війна аморальна. Ліакат відпускає його, і той іде до місця обміну, а сам Ліакат тікає від індійської армії. Ріші і Роза возз'єднуються.

## У ролях
- Арвінд Свамі — Ріші Кумар
- Мадху — Роза, головна героїня фільму
- Нассар — полковник Раяппа
- Джанагарадж — Ачу Махарадж
- Панкадж Капур — Ліакат
- Шива Ріндані — Васим Хан, терорист, антагоніст фільму
- Вайшнаві — Шенбгам, сестра Рози
- Сатіяпрія — мати Ріші Кумара
- Раджу Сандарам — item-номер «Rukkumani Rukkumani»

## Виробництво
Цей фільм став першим в історії індійського кіно з використанням Steadicam .

## Саундтрек
Після багаторічної співпраці з композитором Ілайяраджею, Мані Ратнам вирішив попрацювати з композитором-новачком. Йому довелося почути кілька джинглів, котрі написав тоді нікому невідомий А. Р. Рахман, нагороджений премією як найкращий автор джинглів. Захоплений його роботами, Мані Ратнам відвідав його студію, де прослухав мелодію, написану Рахманом деякий час тому під враженням від конфлікту навколо річки Кавері (пізніше вона увійшла в фільм як «Tamizha Tamizha»), і негайно найняв його. Пісня «Chinna Chinna Aasai» стала першою піснею, яку Рахман склав для ігрового фільму. 
| Версія тамільською мовою | Версія тамільською мовою    | Версія тамільською мовою                 | Версія тамільською мовою |
| #                        | Назва                       | Виконавці                                | Тривалість               |
| ------------------------ | --------------------------- | ---------------------------------------- | ------------------------ |
| 1.                       | «Chinna Chinna Aasai»       | Мінміні, А. Р. Рахман                    | 4:55                     |
| 2.                       | «Rukkumani Rukkumani»       | С. П. Баласубраман'ям, К. С. Чітра і хор | 6:02                     |
| 3.                       | «Kaadhal Rojave»            | С. П. Баласубраман'ям, Суджата Мохан     | 5:03                     |
| 4.                       | «Chinna Chinna Aasai» (Bit) | Мінміні                                  | 1:05                     |
| 5.                       | «Pudhu Vellai Mazhai»       | Унні Менон, Суджата Мохан                | 5:16                     |
| 6.                       | «Thamizha Thamizha»         | Харіхаран                                | 3:07                     |
| 7.                       | «Kaadhal Rojave» (Male)     | С. П. Баласубраман'ям                    | 5:03                     |

 Саундтрек до фільму увійшов до списку топ-10 саундтреків всіх часів (за версією журналу Time).

## Нагороди
| Нагороди                      | Нагороди                                                      | Нагороди     | Нагороди      |
| Нагорода                      | Категорія                                                     | Лауреат      | Посилання     |
| ----------------------------- | ------------------------------------------------------------- | ------------ | ------------- |
| Національна кінопремія        | Краща музика до пісень з фільму                               | А. Р. Рахман | [ 8 ]         |
| Національна кінопремія        | Кращі слова до пісень з фільму                                | Вайрамуту    | [ 8 ]         |
| Національна кінопремія        | Премія Наргіс Датт за кращий фільм про національну інтеграцію | Мані Ратнам  | [ 8 ]         |
| Кінопремія штату Таміл-Наду   | Кращий фільм                                                  |              | [ 9 ]         |
| Кінопремія штату Таміл-Наду   | Краща режисура                                                | Мані Ратнам  | [ 9 ]         |
| Кінопремія штату Таміл-Наду   | Краща жіноча роль                                             | Мадху        | [ 9 ]         |
| Кінопремія штату Таміл-Наду   | Краща музика                                                  | А. Р. Рахман | [ 9 ]         |
| Кінопремія штату Таміл-Наду   | Кращий жіночий закадровий вокал                               | Мінміні      | [ 9 ]         |
| Кінопремія штату Таміл-Наду   | Краща операторська робота                                     | Сантош Сіван | [ 9 ]         |
| Filmfare Awards South (Tamil) | Кращий фільм                                                  |              | [ 10 ]        |
| Filmfare Awards South (Tamil) | Краща музика                                                  | А. Р. Рахман | [ 11 ] [ 12 ] |

Фільм також увійшов до конкурсної програми 18-го кінофестивалю в Москві.